# Judy et Punch
Pour plus de détails, voir Fiche technique et Distribution.
Judy & Punch (anglais: Judy & Punch) est un film de comédie sombre d'époque australien de 2019 écrit et réalisé par Mirrah Foulkes dans son premier long métrage de réalisatrice, basé sur une histoire de Foulkes, Eddy Moretti, Lucy Punch et Tom Punch. Avec les comédiens Mia Wasikowska, Damon Herriman, Tom Budge (en), Benedict Hardie, Gillian Jones, Terry Norris, Brenda Palmer et Lucy Velik. 
Le film suit un couple qui lutte pour ressusciter son spectacle de marionnettes dans la petite ville de Seaside. Après que Punch, ivre, a tué accidentellement sa fille et agressé Judy, elle recrute un groupe d'hérétiques exclus pour se venger de Punch et des habitants de la ville.
Judy & Punch a été présenté en première au Festival du film de Sundance le 27 janvier 2019, où il a été nommé pour le Prix du jury du cinéma mondial. Le film est sorti en salles en Australie le 21 novembre 2019, avec des critiques positives.

## Synopsis
Judy et Punch sont des marionnettistes de la ville de Seaside, en Angleterre, qui, aux côtés de leur bébé  (une petite fille), tentent de rendre plus populaire leur spectacle de marionnettes. Judy séduit la foule avec ses marionnettes, mais Punch souffre d'un problème d'alcool. 
Alors qu'il poursuit un petit chien qui a volé un chapelet de saucisses, Punch trébuche et jette accidentellement leur bébé par une haute fenêtre, le tuant. Judy est incrédule lorsque Punch admet avec désinvolture avoir laissé tomber leur bébé par la fenêtre, puis elle le frappe et il riposte avec sa canne, la battant.
Punch pense qu'il a tué Judy, cache son corps, signale le crime au gendarme local et implique un couple de serviteurs âgés, Scaramouche et Maude, qui ont élevé Judy depuis qu'elle était enfant. Maude et Scaramouche sont arrêtés et Punch raconte à toute la ville qu'ils sont coupables de meurtre et du cannibalisme ultérieur de sa fille.
Judy est retrouvée inconsciente et emmenée vivre dans une société secrète de parias dans la forêt. Lorsqu'elle récupère, elle jure de se venger de Punch, notamment en le terrorisant. Elle rend ainsi visite à Punch dans leur maison avec une grande marionnette représentant un fantôme qui lui demande de se repentir et d'effacer le nom du couple faussement accusé, faute de quoi il subira un sort pire encore.
Sur l'échafaud où les deux hommes vont être pendus, Punch semble se rétracter, affirmant que les deux hommes ne sont pas coupables, mais il continue son discours en disant que ce ne sont pas eux mais le Diable qui est coupable et qui sera puni par cette pendaison, et il fait naître ainsi une soif de sang dans la foule. Cependant, lorsque Punch tire sur le levier de la trappe, les deux hommes tombent au sol car leurs cordes ont été coupées. Judy et ses compagnons de la forêt arrivent. Punch est pris au lasso à chaque poignet et suspendu à l'échafaud tandis que Judy s'approche de lui avec une grande hache, disant qu'un crime grave mérite une punition sévère, et elle lui coupe les mains.
Quelque temps plus tard, on voit Judy vivre chez elle avec ses compagnons. Punch est enfermé dans un asile d'aliénés où il organise un spectacle de marionnettes de Punch et Judy, regardé à travers la fenêtre par quelques personnes dans la rue à l'extérieur.

## Distribution
- Mia Wasikowska : Judy
- Damon Herriman : Punch
- Benedict Hardie : Derrick Fairweather
- Tom Budge (en) comme M. Frankly
- Gillian Jones comme Dr Goodtime
- Eddie Baroo comme l'homme nordique
- Virginia Gay comme Maman
- Kiruna Stamell comme Mavis
- Lucy Velik : Polly
- Terry Norris : Scaramouche
- Brenda Palmer : Maid Maude

## Production
En octobre 2017, il a été annoncé que Mia Wasikowska avait rejoint la distribution du film, avec Mirrah Foulkes réalisant à partir d'un scénario qu'elle avait écrit. En avril 2018, Damon Herriman a également rejoint la distribution du film.

## Sortie
Le film a eu sa première mondiale au Sundance Film Festival le 27 janvier 2019. Peu de temps après, Samuel Goldwyn Films (en) a acquis les droits de distribution américains du film. Il est sorti en Australie le 21 novembre 2019 et devrait sortir aux États-Unis le 5 juin 2020.

## Accueil

### Critique
Judy et Punch a reçu un accueil positif de la part des critiques. Il détient une note de 77 % sur 138 avis critiques sur le site Web agrégateur d'avis Rotten Tomatoes, avec une moyenne de 6,6/10. Le consensus critique du site se lit comme suit: « Judy & Punch revisite les personnages classiques sous un angle nouveau, faisant de la première scénariste-réalisatrice Mirrah Foulkes un talent cinématographique à surveiller ». Sur Metacritic, le film a une note moyenne pondérée de 59 sur 100, basée sur 23 critiques, indiquant des « critiques mitigées ou moyennes ».

### Distinctions
Prix AACTA:
- Meilleur film – Michele Bennett, Nash Edgerton et Danny Gabaï (Nommé)
- Meilleure réalisation – Mirrah Foulkes (Nommé)
- Meilleur scénario, original ou adapté – Mirrah Foulkes (Nommé)
- Meilleur acteur – Damon Herriman (Gagné)
- Meilleure actrice – Mia Wasikowska (Nommé)
- Meilleur montage – François Tétaz (Gagné)
- Meilleure conception de production – Jo Ford (Nommé)
- Meilleure conception de costumes – Edie Kurzer (Nommé)

Prix Musicaux APRA (2020):
```
    • Meilleur album de bande originale – François Tétaz (Gagné)
```

## Sources éventuelles à mettre en forme
1. "Judy & Punch". Mojo au box-office . Archivé de l'original le 27 décembre 2020. Récupéré le 4 mars 2020.
2. Frater, Patrick (26 octobre 2017). "Vice Media soutient Mia Wasikowska dans Judy & Punch ". Variété. Archivé de l'original le 27 décembre 2020 . Récupéré le 4 mars 2020.
3. "Damon Herriman rejoint le casting de Judy & Punch alors que les caméras tournent". if.com.au. _ 20 avril 2018. Archivé de l'original du 27 décembre 2020. Récupéré le 4 mars 2020.
4. "Sundance dévoile une programmation à caractère politique mettant en vedette Ocasio-Cortez Doc et Feinstein Drama". Le journaliste hollywoodien. Archivé de l'original le 14 janvier 2019. Récupéré le 17 janvier 2019.
5. Vlessing, Etan (13 mai 2019). "Samuel Goldwyn Films 'Judy & Punch' de Mia Wasikowska pour l'Amérique du Nord (Exclusif)". Le journaliste hollywoodien. Archivé de l'original le 27 décembre 2020 . Récupéré le 4 mars 2020.
6. "Judy & Punch". Divertissement fou. Récupéré le 4 mars 2020.
7. "Judy & Punch". Films de Samuel Goldwyn. Récupéré le 4 mars 2020.
8. "Judy & Punch". Tomates pourries. Fandango. Récupéré le 10 octobre 2021.
9. "Critiques de Judy & Punch" . Métacritique. Archivé de l'original le 27 décembre 2020. Récupéré le 13 août 2020.
10. "Gagnants et nominés" . www.aacta.org. Archivé de l'original le 1er juillet 2019. Récupéré le 24 octobre 2019.
11. "Screen Music Awards : liste complète des gagnants et des nominés" . APRA AMCOS Australie. 2020. Archivé de l'original du 27 décembre 2020. Récupéré le 16 décembre 2020.
13. "Annonce des gagnants des Screen Music Awards 2020" . APRA AMCOS Australie. 1er décembre 2020. Archivé de l'original du 27 décembre 2020. Récupéré le 16 décembre 2020.